# Milt Schmidt

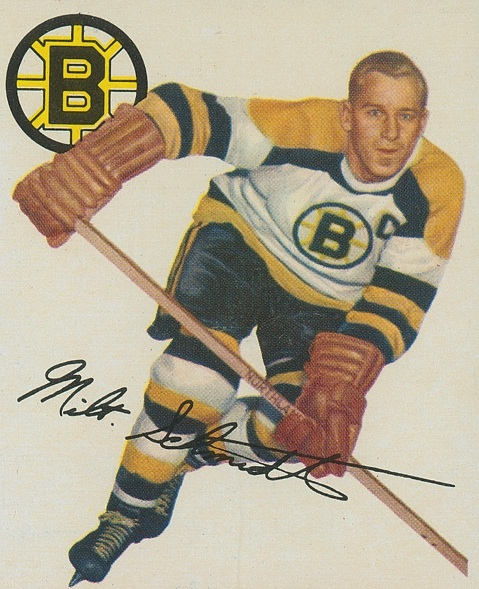
Milt Schmidt på Topps ishockeykort från 1954.

Milton Conrad "Milt" Schmidt, född 5 mars 1918 i Kitchener i Ontario, död 4 januari 2017 i Boston i Massachusetts, var en kanadensisk professionell ishockeyspelare, ishockeytränare och general manager.
Milt Schmidt tillbringade hela sin spelarkarriär i NHL i Boston Bruins med vilka han vann Stanley Cup 1939 och 1941. Säsongen 1939–40 vann han NHL:s poängliga och säsongen 1950–51 tilldelades han Hart Trophy som ligans mest värdefulle spelare.
Som general manager för Boston Bruins vann Schmidt Stanley Cup 1970 och 1972. Efter spelarkarriären arbetade han även som tränare för Bruins mellan åren 1954 och 1966. Säsongerna 1974–75 och 1975–76 tränade Schmidt Washington Capitals under 44 matcher.

## Statistik
| 1936–37    | Providence Reds | IAHL       | 23  | 8   | 1   | 9   | 12  | —  | —  | —  | —  | —  |
| 1936–37    | Boston Bruins   | NHL        | 26  | 2   | 8   | 10  | 15  | 3  | 0  | 0  | 0  | 0  |
| 1937–38    | Boston Bruins   | NHL        | 44  | 13  | 14  | 27  | 15  | 3  | 0  | 0  | 0  | 0  |
| 1938–39    | Boston Bruins   | NHL        | 41  | 15  | 17  | 32  | 13  | 12 | 3  | 3  | 6  | 2  |
| 1939–40    | Boston Bruins   | NHL        | 48  | 22  | 30  | 52  | 37  | 6  | 0  | 0  | 0  | 0  |
| 1940–41    | Boston Bruins   | NHL        | 45  | 13  | 25  | 38  | 23  | 11 | 5  | 6  | 11 | 9  |
| 1941–42    | Boston Bruins   | NHL        | 36  | 14  | 21  | 35  | 34  | —  | —  | —  | —  | —  |
| 1945–46    | Boston Bruins   | NHL        | 48  | 13  | 18  | 31  | 21  | 10 | 3  | 5  | 8  | 2  |
| 1946–47    | Boston Bruins   | NHL        | 59  | 27  | 35  | 62  | 40  | 5  | 3  | 1  | 4  | 4  |
| 1947–48    | Boston Bruins   | NHL        | 33  | 9   | 17  | 26  | 28  | 5  | 2  | 5  | 7  | 2  |
| 1948–49    | Boston Bruins   | NHL        | 44  | 10  | 22  | 32  | 25  | 4  | 0  | 2  | 2  | 8  |
| 1949–50    | Boston Bruins   | NHL        | 68  | 19  | 22  | 41  | 41  | —  | —  | —  | —  | —  |
| 1950–51    | Boston Bruins   | NHL        | 62  | 22  | 39  | 61  | 33  | 6  | 0  | 1  | 1  | 7  |
| 1951–52    | Boston Bruins   | NHL        | 69  | 21  | 29  | 50  | 57  | 7  | 2  | 1  | 3  | 0  |
| 1952–53    | Boston Bruins   | NHL        | 68  | 11  | 23  | 34  | 30  | 10 | 5  | 1  | 6  | 6  |
| 1953–54    | Boston Bruins   | NHL        | 62  | 14  | 18  | 32  | 28  | 4  | 1  | 0  | 1  | 20 |
| 1954–55    | Boston Bruins   | NHL        | 23  | 4   | 8   | 12  | 26  | —  | —  | —  | —  | —  |
| NHL totalt | NHL totalt      | NHL totalt | 776 | 229 | 346 | 575 | 466 | 86 | 24 | 25 | 49 | 60 |

## Meriter
- Stanley Cup – 1939 och 1941 som spelare. 1970 och 1972 som general manager.
- Hart Trophy – 1950–51
- Vinnare av NHL:s poängliga – 1939–40
- First All-Star Team – 1939–40, 1946–47 och 1950–51
- Second All-Star Team – 1951–52
- Lester Patrick Trophy – 1996